# Sphaerodactylus homolepis
Sphaerodactylus homolepis är en ödleart som beskrevs av  Cope 1886. Sphaerodactylus homolepis ingår i släktet Sphaerodactylus och familjen geckoödlor. Inga underarter finns listade i Catalogue of Life.